# Johann Michael Gries
Johann Michael Gries (* 22. Juli 1772 in Hamburg; † 12. April 1827 in Frankfurt am Main) war ein hamburgischer Diplomat und Politiker. Als Syndikus des Hamburger Rats vertrat er seine Heimatstadt unter anderem auf dem Wiener Kongress sowie beim Deutschen Bund.

## Leben
Gries war der Sohn des Kaufmanns und Senators Franz Lorenz Gries, ein Halbbruder des Advokaten Johann Ludwig Gries und der ältere Bruder des Dichters Johann Diederich Gries. Nach dem Besuch des Akademischen Gymnasiums studierte er von 1792 bis 1795 Rechtswissenschaft in Göttingen und ließ sich nach einer Bildungsreise durch Deutschland als Rechtsanwalt in seiner Heimatstadt nieder. Er engagierte sich am Niedergericht und für die Allgemeine Armenanstalt und veröffentlichte 1798 eine Denkschrift zur Einrichtung eines Handelsgerichts, das einige Jahre später unter der französischen Besatzung realisiert werden konnte.
Seit 1800 bereits Syndikus des Hamburger Rates, wurde Gries nach der Annexion Hamburgs durch das französische Kaiserreich zum Generalsekretär des neugeschaffenen Departements der Elbmündung ernannt. Als solcher arbeitete er dem französischen Präfekten zu und vertrat diesen zeitweilig sogar. Als sich die Franzosen Anfang 1813 vorübergehend aus Hamburg zurückzogen, übernahm Gries wieder seinen Posten als Syndikus und wurde vom Senat als Gesandter zum schwedischen Kronprinzen Karl Johann geschickt. Als Hamburg während seiner Abwesenheit von den Franzosen unter Marschall Davout erneut besetzt wurde, blieb Gries im Exil und gründete am 15. August 1813 in Güstrow zusammen mit seinem Lübecker Kollegen Carl Georg Curtius und weiteren Hamburger Exilanten das „Interimistische Direktorium der Hanseatischen Angelegenheiten“, welches als eine Art Exil-Regierung für die drei Hansestädte Bremen, Hamburg und Lübeck fungieren und die Übernahme der Regierungsgewalt nach der Befreiung von den Franzosen vorbereiten sollte. Gries war dabei als provisorischer Regierungschef für Hamburg vorgesehen.
Nachdem das Direktorium sich wenige Monate später bereits wieder aufgelöst hatte, reiste Gries gemeinsam mit dem Bremer Senator Johann Smidt und dem Lübecker Johann Friedrich Hach nach Paris, um an den dortigen Waffenstillstandsverhandlungen teilzunehmen und die Unabhängigkeit der drei Städte zu erhalten. Dabei erreichte Gries auch die Rückgabe der zuvor von Davout beschlagnahmten Silberbestände der Hamburger Bank.
Anschließend nahm Gries am Wiener Kongress teil und vertrat ab 1816 seine Vaterstadt im Bundestag des Deutschen Bundes in Frankfurt. Dort verstarb er auch 1827 nach längerer Krankheit.

## Ehrungen
Nach Gries und seinem Bruder Johann Diederich wurde die Griesstraße in Hamburg-Hamm benannt.